# Nychiodes vorbrodtaria
Nychiodes vorbrodtaria är en fjärilsart som beskrevs av Eugen Wehrli 1929. Nychiodes vorbrodtaria ingår i släktet Nychiodes och familjen mätare. Inga underarter finns listade i Catalogue of Life.